# Caret Browsing

Ein blinkender Cursor in einem Texteingabefeld

Caret Browsing (auch Caret Navigation) bezeichnet in der Informatik die Navigation in einem Textdokument per Tastatur. Dabei zeigt der Cursor die aktuelle Position im Text an.
Auch Webbrowser bieten Caret Browsing in der Webseite an. Dabei lässt sich der fokussierte Hyperlink per Eingabetaste öffnen.
Caret Browsing verbessert die Barrierefreiheit.